# Глоговець (Лодзький-Східний повіт)
Глоговець (пол. Głogowiec) — село в Польщі, у гміні Новосольна Лодзький-Східного повіту Лодзинського воєводства.
Населення — 27 осіб (2011).
У 1975—1998 роках село належало до Лодзинського воєводства.

## Демографія
Демографічна структура станом на 31 березня 2011 року:
|          | Загалом | Допрацездатний вік | Працездатний вік | Постпрацездатний вік |
| -------- | ------- | ------------------ | ---------------- | -------------------- |
| Чоловіки | 13      | 1                  | 10               | 2                    |
| Жінки    | 14      | 6                  | 4                | 4                    |
| Разом    | 27      | 7                  | 14               | 6                    |